# János Ferencsik
János Ferencsik (ur. 18 stycznia 1907 w Budapeszcie, zm. 12 czerwca 1984 tamże) – węgierski dyrygent.

## Życiorys
Studiował w konserwatorium w Budapeszcie u László Lajthy (kompozycja) i Antala Fleischera (dyrygentura). W 1927 roku został koncertmistrzem opery w Budapeszcie, a w 1930 roku asystentem dyrygenta i chórmistrzem tamże. W latach 1930–1931 był asystentem dyrygenta na festiwalu w Bayreuth. Pełnił funkcję głównego dyrygenta orkiestry symfonicznej radia i telewizji węgierskiej (1945–1952), Węgierskiej Państwowej Orkiestry Symfonicznej (1952–1984) oraz Budapesztańskiej Orkiestry Symfonicznej (1953–1976). W latach 1948–1950 gościnnie występował w Operze Wiedeńskiej. Dokonał licznych nagrań płytowych z London Symphony Orchestra i orkiestrą symfoniczną radia duńskiego. W 1974 roku odbył tournée po Stanach Zjednoczonych, Japonii i Australii.
Zasłynął przede wszystkim jako wykonawca repertuaru węgierskiego. Dwukrotny laureat nagrody Kossutha (1951 i 1961). W 1954 roku otrzymał tytuł Ludowego Artysty Węgierskiej Republiki Ludowej. W 1977 roku został odznaczony Orderem Flagi.